# Луциан-бохар
Луциан-бохар (лат. Lutjanus bohar) — вид лучепёрых рыб из семейства луциановых. Широко распространены в Индо-Тихоокеанской области. Максимальная длина тела 90 см.

## Описание
Тело веретенообразное, умеренно высокое, его высота укладывается 2,4—2,9 раз в стандартную длину тела. Рыло длинное и немного заострённое. Рот большой. Верхний профиль головы закруглённый. Предглазничная кость относительно широкая, её ширина обычно больше диаметра глаза. От ноздрей до передней орбиты глаза проходит глубокая канавка. Хорошо развиты предглазничные выемка и выпуклость. Есть зубы на сошнике, нёбе и языке; на сошнике расположены в форме полумесяца без срединного выступа. На первой жаберной дуге 22—23 жаберных тычинок, из них 16 на нижней части (включая рудиментарные). В спинном плавнике 10 жёстких и 13 мягких лучей. В анальном плавнике 3 жёстких и 8 мягких лучей. Задний край спинного и анального плавников закруглённый. В грудных плавниках 16—17 мягких лучей, окончания плавников доходят до анального отверстия. Хвостовой плавник немного выемчатый. Над боковой линией ряды чешуй проходят косо к боковой линии.
Спина и верхняя часть тела тёмно-коричневые или черноватые. Нижняя сторона тела и брюхо красноватые, с более тёмными горизонтальными полосами (между каждым рядом чешуй). Плавники в основном тёмные, только грудные плавники розового цвета с чёрным дорсальным краем. Молодые и некоторые взрослые с двумя серебристо-белыми пятнами на спине; одно расположено ниже середины спинного плавника, а другое —под основанием последних мягких лучей спинного плавника.
Максимальная длина тела 90 см, обычно до 76 см; масса тела — до 12,5 кг.

## Биология
Морские бентопелагические рыбы. Обитают на коралловых рифах, включая защищенные лагуны и внешние склоны рифов, обычно на глубине от 10 до 70 м. Ведут одиночный образ жизни. В нерестовый период образуют большие скопления. Питаются в основном рыбой, но также в состав рациона входят креветки, крабы, ротоногие, амфиподы, брюхоногие моллюски и оболочники. Впервые созревают в возрасте 8—9 лет. Нерестятся в течение всего года, по крайней мере в более низких широтах.
Один из самых долгоживущих видов в семействе луциановых. Максимальная продолжительность жизни оценивается в 55 лет.

## Ареал
Широко распространены в прибрежных водах Индо-Тихоокеанской области от восточного побережья Африки по всему Индийскому океану; в Тихом океане встречаются от островов Рюкю до Австралии и на восток до Маркизских островов и островов Лайн . Более многочисленны у океанических островов, чем у континентального побережья.

## Взаимодействие с человеком
Ценная промысловая рыба на протяжении всего ареала. Ловят ярусами. Реализуется в свежем и солёном виде. Отмечены случаи заболевания сигуатерой после употребления данного вида рыб.